# 小柳冨太郎
小柳 冨太郎（こやなぎ とみたろう、1904年（明治37年）9月24日 - 1983年（昭和59年）10月25日）は、日本の実業家、政治家。衆議院議員。

## 経歴
長崎県北高来郡諫早村原口名（現諫早市）で生まれる。1918年、諫早高等小学校を卒業後西南学院で学ぶが、1922年6月で中退した。
1940年、上海で江南工業 (株) 社長に就任。1951年4月、富陽建設 (株) を設立して社長に就任。1977年に引退した。
政界では、1937年3月に長崎市会議員に当選。1946年4月、第22回衆議院議員総選挙に長崎県から出馬して当選し衆議院議員を一期務めた。1951年4月、長崎県議会議員に諫早市選挙区から民主党公認で立候補して当選し、一期在任した。